# Karel August Willeumier
Karel August Willeumier (Amsterdam, 23 juli 1847- Amsterdam, 14 november 1923) was een Nederlands organist. Zijn motto was: "Eenvoud is kenmerk van het ware".
Hij kreeg lessen van J.B. Geel en Nicolaas Klaasen, zij waren de organisten van de Westerkerk en Oosterkerk. In 1863 werd hij benoemd tot organist te Amstelveen en even later tot organist in Zaandam bij de Nederlands Hervormde kerk. Hij trad tevens op als muziekdocent aldaar. Hij was leraar van beiaardier Jacob Vincent.
In 1908 en 1918 werd een gelegenheidsconcerten gegeven in verband met zijn 40 en 50-jarig dienstverband, waarbij ook Jacob Vincent aanwezig was bij de versie 1908.
Tussen zijn werkzaamheden als boven omschreven schreef hij zelf ook nog enige muziek:
- opus 3: Psalm 150
- opus 6: Evengelisch gezang 96 voor harmonium of piano
- diverse transcripties
- Zuid-Afrikaans Wilhelmus, gebed van Paul Kruger naar een gedicht van H.W. Nachenius.

Voorts schreef hij het boekwerkje "Beknopte theoretische en practische methode voor het bespelen van het Amerikaansch harmonium of orgel, ontworpen en bijeengebracht door K.A. Willeumier, organist te Zaandam" (Seyffardt, 1893)